# Agromyza salicina
Agromyza salicina är en tvåvingeart som beskrevs av Friedrich Georg Hendel 1922. Agromyza salicina ingår i släktet Agromyza och familjen minerarflugor.
Artens utbredningsområde är Tyskland. Arten är reproducerande i Sverige. Inga underarter finns listade i Catalogue of Life.